# Hallenasienspiele 2007/Leichtathletik
| Medaillenspiegel Leichtathletik (nach 26 von 26 Entscheidungen) | Medaillenspiegel Leichtathletik (nach 26 von 26 Entscheidungen) | Medaillenspiegel Leichtathletik (nach 26 von 26 Entscheidungen) | Medaillenspiegel Leichtathletik (nach 26 von 26 Entscheidungen) | Medaillenspiegel Leichtathletik (nach 26 von 26 Entscheidungen) | Medaillenspiegel Leichtathletik (nach 26 von 26 Entscheidungen) |
| Platz                                                           | Land                                                            | Gold                                                            | Silber                                                          | Bronze                                                          | Gesamt                                                          |
| --------------------------------------------------------------- | --------------------------------------------------------------- | --------------------------------------------------------------- | --------------------------------------------------------------- | --------------------------------------------------------------- | --------------------------------------------------------------- |
| 01                                                              | Volksrepublik China                                             | 8                                                               | 3                                                               | 1                                                               | 12                                                              |
| 02                                                              | Kasachstan                                                      | 5                                                               | 5                                                               | 6                                                               | 16                                                              |
| 03                                                              | Indien                                                          | 3                                                               | 3                                                               | 4                                                               | 10                                                              |
| 04                                                              | Saudi-Arabien                                                   | 3                                                               | 1                                                               | —                                                               | 4                                                               |
| 05                                                              | Katar                                                           | 3                                                               | —                                                               | 1                                                               | 4                                                               |
| 06                                                              | Thailand                                                        | 2                                                               | 8                                                               | 6                                                               | 16                                                              |
| 07                                                              | Kuwait                                                          | 1                                                               | 3                                                               | —                                                               | 4                                                               |
| 08                                                              | Indonesien                                                      | 1                                                               | —                                                               | —                                                               | 1                                                               |
| 09                                                              | Sri Lanka                                                       | —                                                               | 2                                                               | —                                                               | 2                                                               |
| 10                                                              | Iran                                                            | —                                                               | 1                                                               | 3                                                               | 4                                                               |
| 11                                                              | Hongkong                                                        | —                                                               | —                                                               | 1                                                               | 1                                                               |
| 0                                                               | Nordkorea                                                       | —                                                               | —                                                               | 1                                                               | 1                                                               |
| 0                                                               | Pakistan                                                        | —                                                               | —                                                               | 1                                                               | 1                                                               |
| 0                                                               | Südkorea                                                        | —                                                               | —                                                               | 1                                                               | 1                                                               |
| 0                                                               | Vietnam                                                         | —                                                               | —                                                               | 1                                                               | 1                                                               |
| Gesamt                                                          | Gesamt                                                          | 26                                                              | 26                                                              | 26                                                              | 78                                                              |

Die Leichtathletik-Wettbewerbe der Hallenasienspiele 2007 fanden vom 30. Oktober bis zum 1. November im Macau East Asian Games Dome in der Sonderverwaltungszone Macau in der Volksrepublik China statt.

## Ergebnisse Männer

### 60 m
| Platz | Athlet                 | Land | Zeit (s) |
| ----- | ---------------------- | ---- | -------- |
| 1     | Samuel Francis         | QAT  | 6,54 GR  |
| 2     | Yahya al-Gahes         | KSA  | 6,56 NR  |
| 3     | Wachara Sondee         | THA  | 6,65     |
| 4     | Guo Fan                | CHN  | 6,68     |
| 5     | Muhammad Imran         | PAK  | 6,79     |
| 6     | Tang Yik Chun          | HKG  | 6,86     |
| 7     | Grigori Wolodin        | KAZ  | 6,87     |
| 8     | Sompote Suwannarangsri | THA  | DSQ      |

Finale: 30. Oktober

### 400 m
| Platz | Athlet               | Land | Zeit (s) |
| ----- | -------------------- | ---- | -------- |
| 1     | Wang Liangyu         | CHN  | 46,08    |
| 2     | Prasanna Amarasekara | LKA  | 47,09    |
| 3     | Jukkatip Pojaroen    | THA  | 47,40 NR |
| 4     | Reza Bouazar         | IRN  | 48,22    |
| 5     | Hamdan al-Bishi      | KSA  | 48,37    |
| 6     | Mohammad Akefian     | IRN  | 49,06    |

Finale: 31. Oktober

### 800 m
| Platz | Athlet                | Land | Zeit (min) |
| ----- | --------------------- | ---- | ---------- |
| 1     | Mohammad al-Azemi     | KUW  | 1:49,62    |
| 2     | Ehsan Mohajer Shojaei | IRN  | 1:50,22    |
| 3     | Rajeev Ramesan        | IND  | 1:50,87    |
| 4     | Sajeesh Joseph        | IND  | 1:51,41    |
| 5     | Park Sung-soo         | KOR  | 1:53,34    |
|       | Lau Tak Lung          | HKG  | 1:56,28    |

Finale: 1. November

### 1500 m
| Platz | Athlet              | Land | Zeit (min) |
| ----- | ------------------- | ---- | ---------- |
| 1     | Chatholi Hamza      | IND  | 3:50,22    |
| 2     | Omar al-Rasheedi    | KUW  | 3:50,58    |
| 3     | Abubaker Ali Kamal  | QAT  | 3:50,78    |
| 4     | Rouhollah Mohammadi | IRN  | 3:52,94    |
| 5     | Sun Wenli           | CHN  | 3:56,85    |
| 6     | Theerachai Rayabsri | THA  | 3:57,02    |
| 7     | Denis Bagrew        | KGZ  | 3:57,37    |
| 8     | Adschmal Amirow     | TJK  | 4:00,68    |

Finale: 31. Oktober

### 3000 m
| Platz | Athlet             | Land | Zeit (min) |
| ----- | ------------------ | ---- | ---------- |
| 1     | Charles Bett Koech | QAT  | 8:04,69    |
| 2     | Surendra Singh     | IND  | 8:04,99    |
| 3     | Sunil Kumar        | QAT  | 8:10,07    |
| 4     | Omar al-Rasheedi   | KUW  | 8:13,15    |
| 5     | Abubaker Ali Kamal | QAT  | 8:13,59    |
| 6     | Omid Mehrabi       | IRN  | 8:19,48    |
| 7     | Denis Bagrew       | KGZ  | 8:27,77    |
| 8     | Seo Haeng-jun      | KOR  | 8:33,45    |

1. November

### 60 m Hürden
| Platz | Athlet                   | Land | Zeit (s) |
| ----- | ------------------------ | ---- | -------- |
| 1     | Wu Youjia                | CHN  | 7,82     |
| 2     | Narongdech Janjai        | THA  | 7,99     |
| 3     | Muhammad Sajjad          | PAK  | 8,02     |
| 4     | Nasar Muchametschan      | KAZ  | 8,09     |
| 5     | Sami al-Haydar           | KSA  | 8,10     |
| 6     | Hussein Abdullah al-Yoha | KUW  | 8,12     |
| 7     | Tang Hon Sing            | HKG  | 8,15     |
| 8     | Fawaz al-Shammari        | KUW  | 8,19     |

Finale: 1. November

### 4 × 400 m Staffel
| Platz | Land          | Athleten                                                                                 | Zeit (min)  |
| ----- | ------------- | ---------------------------------------------------------------------------------------- | ----------- |
| 1     | Saudi-Arabien | Hamdan al-Bishi Ali al-Deraan Youssef Masrahi Hamed Hamadan al-Bishi                     | 3:11,29 GR  |
| 2     | Sri Lanka     | Prasanna Amarasekara Rohita Imiya Mudiyanselage Shiwantha Weerasuriya Ashoka Jayasundara | 3:11,29 =GR |
| 3     | Iran          | Iman Roghani Hashem Khazaei Reza Bouazar Sajjad Moradi                                   | 3:13,18     |
| 4     | Thailand      | Jukkatip Pojaroen Supachai Phachsay                                                      | 3:13,22     |
| 5     | Indien        |                                                                                          | 3:16,81     |
| 6     | Kuwait        | Omar al-Rasheedi                                                                         | 3:23,25     |

### Hochsprung
| Platz | Athlet               | Land | Höhe (m) |
| ----- | -------------------- | ---- | -------- |
| 1     | Rashid al-Mannai     | QAT  | 2,24     |
| 2     | Sergei Sassimowitsch | KAZ  | 2,21     |
| 3     | Kim Young-min        | KOR  | 2,21     |
| 4     | Hari Shankar Roy     | VIE  | 2,18     |
| 5     | Hashem al-Oqaibi     | KSA  | 2,15     |
| 6     | Witali Zykunow       | KAZ  | 2,15     |
| 7     | Salem al-Anezi       | KUW  | 2,05     |
| 7     | Wang Hao             | CHN  | 2,05     |
| 7     | Jamel Fakhari        | KSA  | 2,05     |

Finale: 1. November

### Stabhochsprung
| Platz | Athlet             | Land | Höche (m) |
| ----- | ------------------ | ---- | --------- |
| 1     | Liu Feiliang       | CHN  | 5,30      |
| 2     | Ali al-Sabagha     | KUW  | 5,10      |
| 3     | Pendar Shoghian    | IRN  | 4,90      |
| 4     | Alexander Achmedow | IRN  | 4,75      |
|       | Mohsen Rabbani     | IRN  | NMH       |

30. Oktober

### Weitsprung
| Platz | Athlet                   | Land | Weite (m) |
| ----- | ------------------------ | ---- | --------- |
| 1     | Hussein al-Sabee         | KSA  | 7,93      |
| 2     | Keeratikorn Janmanee     | THA  | 7,59      |
| 3     | Konstantin Safronow      | KAZ  | 7,51      |
| 4     | Saleh al-Haddad          | KUW  | 7,49      |
| 5     | Mohammad Arzandeh        | IRN  | 7,39      |
| 6     | Hussein Abdullah al-Yoha | KUW  | 7,05      |
| 7     | Kenneth Wang             | SGP  | 7,01      |
| 8     | Leong Kin Kuan           | MAC  | 6,92      |

31. Oktober

### Dreisprung
| Platz | Athlet                | Land | Weite (m) |
| ----- | --------------------- | ---- | --------- |
| 1     | Roman Walijew         | KAZ  | 16,57 GR  |
| 2     | Wu Bo                 | CHN  | 16,45     |
| 3     | Jewgeni Ektow         | KAZ  | 16,34     |
| 4     | Theerayut Philakong   | THA  | 15,83     |
| 5     | Kim Dong-han          | KOR  | 15,78     |
| 6     | Afshin Daghari Hemadi | IRN  | 15,63     |
| 7     | Renjith Maheswary     | IRN  | 15,59     |
| 8     | Si Kuan Wong          | MAC  | 14,97     |

1. November

### Kugelstoßen
| Platz | Athlet             | Land | Weite (m) |
| ----- | ------------------ | ---- | --------- |
| 1     | Sultan al-Habashi  | KSA  | 18,99     |
| 2     | Ahmad Gholoum      | KUW  | 18,88     |
| 3     | Mehdi Shahrokhi    | IRN  | 18,48     |
| 4     | Chang Ming-huang   | TPE  | 17,93     |
| 5     | Mashari Suroor     | KUW  | 17,29     |
| 6     | Chatchawal Polyiam | THA  | 17,15     |
| 7     | Hwang In-sung      | KOR  | 17,11     |
| 8     | Tian Yingchun      | CHN  | 16,90     |

1. November

### Siebenkampf
| Platz | Athlet             | Land | Punkte |
| ----- | ------------------ | ---- | ------ |
| 1     | P. J. Vinod        | IND  | 5561   |
| 2     | Pawel Dubizki      | KAZ  | 5432   |
| 3     | Boonkete Chalon    | THA  | 5046   |
| 4     | Viravut Jumpatong  | THA  | 4964   |
| 5     | Mohammed al-Matrud | KSA  | 4958   |

31. Oktober / 1. November

## Ergebnisse Frauen

### 60 m
| Platz | Athletin            | Land | Zeit (s) |
| ----- | ------------------- | ---- | -------- |
| 1     | Nongnuch Sanrat     | THA  | 7,28     |
| 2     | Sangwan Jaksunin    | THA  | 7,49     |
| 3     | Natalja Iwoninskaja | KAZ  | 7,59     |
| 4     | Han Ling            | CHN  | 7,69     |
| 5     | Chan Ho Yee         | HKG  | 7,71     |
| 6     | Wan Kin Yee         | HKG  | 7,73     |
| 7     | Kim Ji-eun          | KOR  | 7,87     |
|       | Gretta Taslakian    | LBN  | DNS      |

Finale: 30. Oktober

### 400 m
| Platz | Athletin           | Land | Zeit (s) |
| ----- | ------------------ | ---- | -------- |
| 1     | Tang Xiaoyin       | CHN  | 53,56    |
| 2     | Tatjana Asarowa    | KAZ  | 53,68    |
| 3     | Olga Tereschkowa   | KAZ  | 53,89    |
| 4     | Saowalee Kaewchvay | THA  | 54,86    |
| 5     | Maryam Tousi       | IRN  | 55,13    |
| 6     | Zohreh Farjam      | IRN  | 57,10    |

Finale: 31. Oktober

### 800 m
| Platz | Athletin            | Land | Zeit (min) |
| ----- | ------------------- | ---- | ---------- |
| 1     | Liu Qing            | CHN  | 2:06,13    |
| 2     | Sinimole Paulose    | IND  | 2:06,32    |
| 3     | Antony Vijila       | IND  | 2:06,75    |
| 4     | Wiktorija Jalowzewa | KAZ  | 2:07,79    |
| 5     | Mina Poorseifi      | IRN  | 2:12,58    |
| 6     | Shin So-mang        | KOR  | 2:13,86    |

Finale: 1. November

### 1500 m
| Platz | Athletin             | Land | Zeit (min) |
| ----- | -------------------- | ---- | ---------- |
| 1     | Sinimole Paulose     | IND  | 4:22,56    |
| 2     | Swetlana Lukaschewa  | KAZ  | 4:24,92    |
| 3     | Li Zhenzhu           | CHN  | 4:25,96    |
| 4     | Bùi Thị Hiền         | VIE  | 4:30,68    |
| 5     | Preeja Sreedharan    | IND  | 4:31,33    |
| 6     | Chhaya Khatri        | NEP  | 4:46,13    |
| 7     | Imes Borges da Silva | TLS  | 5:11,99    |
| 8     | Cheang Ka I          | MAC  | 5:27,43    |

31. Oktober

### 3000 m
| Platz | Athletin                  | Land | Zeit (min) |
| ----- | ------------------------- | ---- | ---------- |
| 1     | Chen Xiaofang             | CHN  | 09:23,11   |
| 2     | Preeja Sreedharan         | IND  | 09:27,62   |
| 3     | Bùi Thị Hiền              | VIE  | 09:36,38   |
| 4     | Pak Jong-nyo              | PRK  | 09:41,98   |
| 5     | Baatarchüügiin Battsetseg | MNG  | 10:03,69   |
| 6     | Rim Yon-hui               | MNG  | 10:04,39   |
| 7     | Imes Borges da Silva      | TLS  | DNF        |

1. November

### 60 m Hürden
| Platz | Athletin                | Land | Zeit (s) |
| ----- | ----------------------- | ---- | -------- |
| 1     | Natalja Iwoninskaja     | KAZ  | 8,33     |
| 2     | Zhang Rong              | CHN  | 8,35     |
| 3     | Anastassija Winogradowa | KAZ  | 8,48     |
| 4     | Wallapa Punsoongneun    | THA  | 8,68     |
| 5     | Bạch Phương Thảo        | VIE  | 8,70     |
| 6     | Sepideh Tavakoli        | IRN  | 9,32     |
| 7     | Tam Sok Teng            | MAC  | 12,76    |

30. Oktober

### 4 × 400 m Staffel
| Platz | Land       | Athletinnen                                                                  | Zeit (s) |
| ----- | ---------- | ---------------------------------------------------------------------------- | -------- |
| 1     | Kasachstan | Tatjana Chadschimuradowa Tatjana Asarowa Anna Gawrjuschenko Olga Tereschkowa | 3:37,59  |
| 2     | Thailand   | Jutamass Tawoncharoen Saowalee Kaewchuay Kanya Harnthong Wassana Winatho     | 3:38,25  |
| 3     | Indien     | Anu Maria Jose Antony Vijila Sini Jose M. R. Poovamma                        | 3:41,09  |
| 4     | Mongolei   |                                                                              | 3:54,87  |
| 5     | Iran       | Mina Poorseifi                                                               | 3:58,11  |
| 6     | Macau      |                                                                              | 3:58,85  |

2. November

### Hochsprung
| Platz | Athletin              | Land | Höhe (m) |
| ----- | --------------------- | ---- | -------- |
| 1     | Noengrothai Chaipetch | THA  | 1,91     |
| 2     | Jekaterina Jewsejewa  | KAZ  | 1,88     |
| 3     | Anna Ustinowa         | KAZ  | 1,88     |
| 4     | Bùi Thị Nhung         | VIE  | 1,84     |
| 5     | Zahra Nabizadeh       | IRN  | 1,80     |
| 6     | Wanida Boonwan        | THA  | 1,80     |
| 7     | Sepideh Tavakoli      | IRN  | 1,70     |
| 8     | Ng Ka Man             | MAC  | 1,50     |

31. Oktober

### Stabhochsprung
| Platz | Athletin               | Land | Höhe (m) |
| ----- | ---------------------- | ---- | -------- |
| 1     | Ni Putu Desi Margawati | INA  | 3,75     |
| 2     | Sunisa Kaoiad          | THA  | 3,60     |
| 3     | Pasuta Wongwieng       | THA  | 3,40     |
| 4     | Rachel Yang            | SGP  | 3,20     |
| 5     | Wu Sha                 | CHN  | NMH      |

31. Oktober

### Weitsprung
| Platz | Athletin            | Land | Weite (m) |
| ----- | ------------------- | ---- | --------- |
| 1     | Chen Yaling         | CHN  | 6,45      |
| 2     | Thitima Muangjan    | THA  | 6,04      |
| 3     | Sirada Seechaichana | THA  | 5,82      |
| 4     | Kang Hye-sun        | PRK  | 5,44      |
| 5     | Wong Hiu Yan        | HKG  | 5,38      |
| 6     | Wong Kit Fei        | SGP  | 5,27      |
| 7     | Ameena al-Jehani    | QAT  | 4,17      |

1. November

### Dreisprung
| Platz | Athletin            | Land | Weite (m) |
| ----- | ------------------- | ---- | --------- |
| 1     | Irina Litwinenko    | KAZ  | 13,56     |
| 2     | Thitima Muangjan    | THA  | 13,42     |
| 3     | Kang Hye-sun        | PRK  | 12,90     |
| 4     | Maria Natalia Londa | INA  | 12,81     |
|       | Qiu Huijing         | CHN  | NM        |

1. November

### Kugelstoßen
| Platz | Athletin            | Land | Weite (m) |
| ----- | ------------------- | ---- | --------- |
| 1     | Li Fengfeng         | CHN  | 16,33     |
| 2     | Juttaporn Krasaeyan | THA  | 15,69     |
| 3     | Tin Ka Yin          | HKG  | 11,71     |
| 4     | Wong Kit Man        | MAC  | 11,57     |
| 5     | Ho Ka I             | MAC  | 11,00     |
| 6     | Lee Ka Shun         | HKG  | 10,45     |

31. Oktober

### Fünfkampf
| Platz | Athletin           | Land | Punkte |
| ----- | ------------------ | ---- | ------ |
| 1     | Irina Naumenko     | KAZ  | 4179   |
| 2     | Liu Haili          | CHN  | 4063   |
| 3     | Watcharaporn Masim | VIE  | 3614   |
| 4     | Nguyễn Thị Đào     | VIE  | 2830   |
|       | Wassana Winatho    | THA  | DNF    |

30. Oktober